# Bourke B. Hickenlooper
Bourke B. Hickenlooper (Blockton, 1896. július 21. – Shelter Island, 1971. szeptember 4.) az Amerikai Egyesült Államok szenátora (Iowa, 1945–1969).